# Xã East Drumore, Quận Lancaster, Pennsylvania
Xã East Drumore (tiếng Anh: East Drumore Township) là một xã thuộc quận Lancaster, tiểu bang Pennsylvania, Hoa Kỳ. Năm 2010, dân số của xã này là 3.791 người.